# Église Saint-Grégoire de Gagkashen à Ani
L'église Saint-Grégoire de Gagkashen est une ancienne église située dans les ruines de l'ancienne capitale arménienne d'Ani, en Turquie.

## Nom de l'église
L'église est dédiée à Grégoire l'Illuminateur, évangélisateur de l'Arménie.
Elle porte le nom du roi d'Arménie Gagik Ier.

## Caractéristiques
L'église occupe un emplacement dans le nord-ouest du site d'Ani, capitale de l'ancien royaume d'Arménie vers l'an 1000, près du bord d'une forte pente surplombant la vallée. Le site est situé dans l'extrême est de la Turquie, sur la province de Kars, au contact de la frontière avec l'Arménie ; l'église n'est située qu'à 700 m au nord-ouest de cette frontière. Sur le site, l'église Saint-Grégoire d'Abougraments est située à 300 m au sud et l'église des Saints-Apôtres à 220 m.
Actuellement complètement ruinée, Saint-Grégoire est toutefois la plus grande église d'Ani, devant la cathédrale. Architecturalement, c'est une rotonde à trois niveaux.

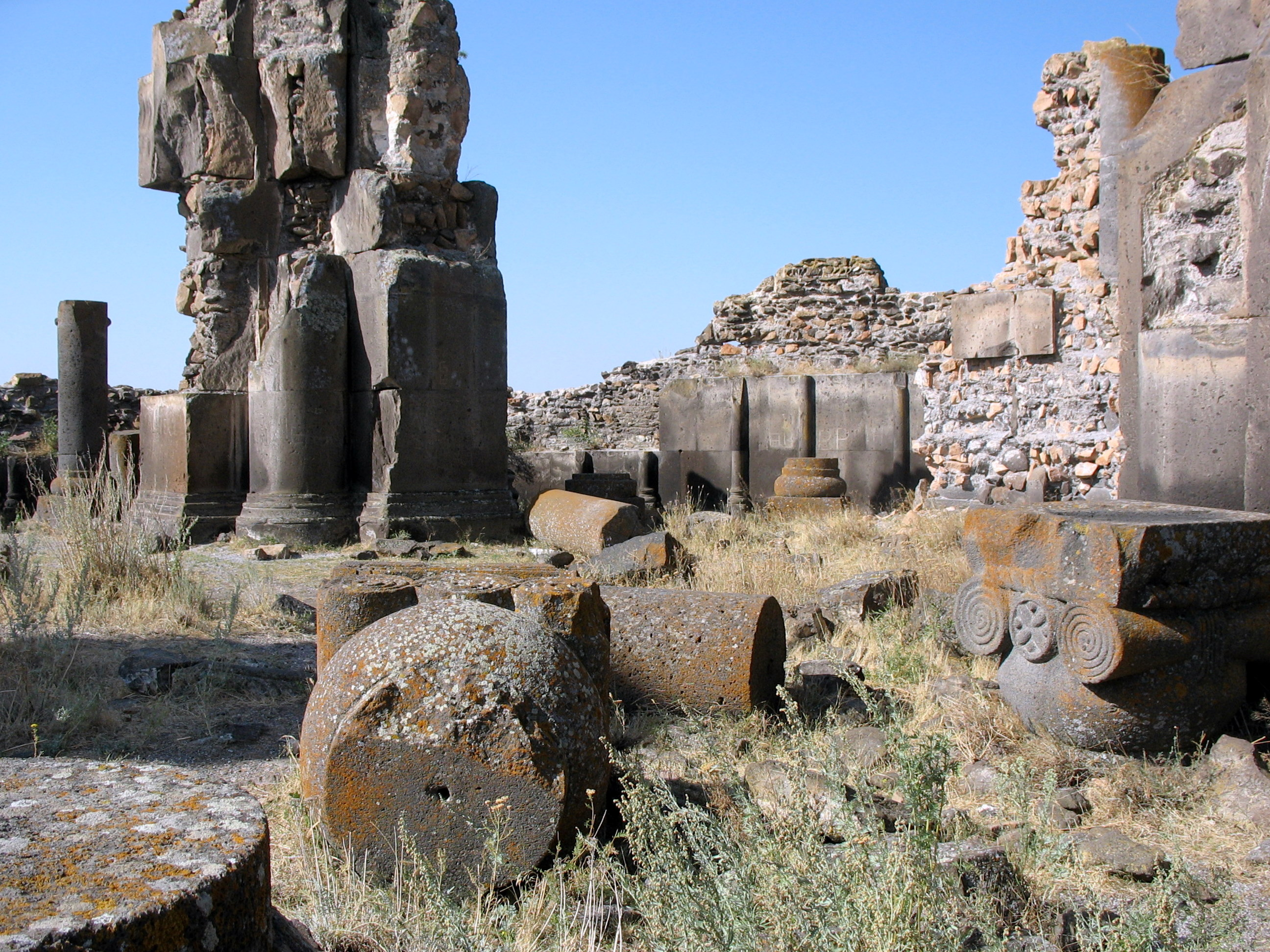
Vue des ruines de l'église
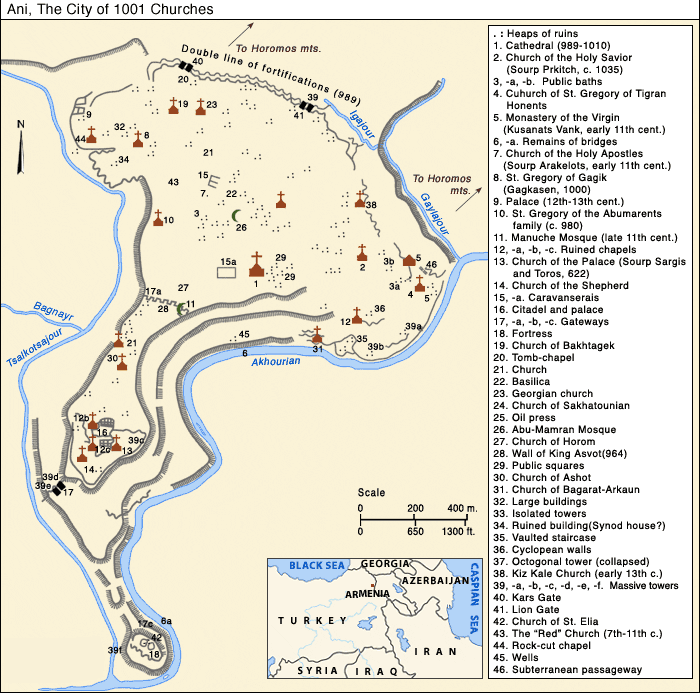
Carte d'Ani. L'église Saint-Grégoire de Gagkashen est située en 8.

## Historique
L'église est construite entre 1001 et 1010 sous le règne de Gagik Ier. On attribue sa construction à l'architecte Tiridate, qui aurait pris modèle sur la cathédrale de Zvartnots, près d'Erevan.
L'édifice s'effondre entre les XIe et XIIe siècles.
Les travaux d'excavations de l'église ont permis d'y découvrir une statue du roi Gagik Ier tenant un modèle de son église.

## Représentations
Cette église ou son modèle, la cathédrale de Zvartnots, serait représentée sur deux bas-reliefs ornant l'entrée extérieure de la chapelle haute de la Sainte-Chapelle, à Paris. Ces bas-reliefs représentent l'histoire de l'Arche de Noé, et la cathédrale se détache en surplomb du bateau. 